# Сёла (Тверская область)
Сёла — деревня в Сонковском районе Тверской области. Входит в состав Гладышевского сельского поселения.

## География
Находится в восточной части Тверской области на расстоянии приблизительно 4 км по прямой на север от районного центра поселка Сонково.

## История
Деревня была отмечена еще на карте 1825 года. В 1859 году здесь (тогда деревня Кашинского уезда Тверской губернии) было учтено 22 двора.

## Население
Численность населения: 165 человек (1859 год), 46 (русские 98 %) в 2002 году, 24 в 2010.